# 24 Heures (Côte d'Ivoire)
Pour les articles homonymes, voir 24 heures.
24 Heures est un quotidien ivoirien d'information générale indépendant, publié de 2002 à 2008.

## Historique
24 Heures est fondé le 25 février 2002 par Abdoulaye Sangaré, auparavant rédacteur en chef du Jour, et plusieurs journalistes expérimentés ; le quotidien est indépendant du pouvoir en place et se veut rigoureux.
Le 4 novembre 2004, les locaux de 24 Heures, ainsi que ceux de Patriote, sont incendiés par des partisans de Laurent Gbagbo, les « Jeunes patriotes » ; le journal cesse de paraître, comme six autres journaux d'opposition, jusqu'au 2 décembre,,.
Le journal cesse de paraître en 2008, en raison d'un désaccord entre actionnaires.

## Diffusion
En janvier 2004, 24 Heures est le troisième titre de presse le plus vendu, avec entre 15 000 et 18 000 exemplaires écoulés chaque jour.